# 김학서 (1962년)
김학서(金學瑞, 1962년 12월 1일 ~ )는 대한민국의 정치인이다. 제4대 세종특별자치시의원을 지냈다.

## 학력
- 조치원고등학교
- 연세대학교 정경대학 산업교육학부 국제관계학 졸업

## 경력
- 국제로타리3680지구 총재특별보좌역
- 세종고등학교 총동문회 회장
- 국민의힘 세종시당 도농균형발전특별위원장
- 2022.07 ~ : 제4대 세종특별자치시의회 의원
  - 2022.07 ~ 2024.06 : 제4대 세종특별자치시의회 전반기 부의장
  - 2022.07 ~ 2024.06 : 제4대 세종특별자치시의회 전반기 교육안전위원회 위원
  - 2022.07 ~ 2024.06 : 제4대 세종특별자치시의회 전반기 윤리특별위원회 위원
  - 2023.02 ~ 2024.06 : 2027 하계세계대학경기대회 추진 특별위원회 위원
  - 2024.07 ~ : 제4대 세종특별자치시의회 후반기 산업건설위원회 위원

## 역대 선거 결과
|  | 39.56% |

|  | 63.63% |